# Actephila macrantha
Actephila macrantha är en emblikaväxtart som beskrevs av François Gagnepain. Actephila macrantha ingår i släktet Actephila och familjen emblikaväxter.
Artens utbredningsområde är Vietnam. Inga underarter finns listade i Catalogue of Life.